# Bryowijkia ambigua
Bryowijkia ambigua är en bladmossart som beskrevs av Noguchi 1973. Bryowijkia ambigua ingår i släktet Bryowijkia och familjen Trachypodaceae. Inga underarter finns listade i Catalogue of Life.